# Sarahville de Viesca
Pour les articles homonymes, voir Bucksnort.
Sarahville de Viesca ou Fort Milam ou Bucksnort est une ville fantôme située dans le comté de Falls, au Texas, aux États-Unis. La ville, située autour des chutes d'eau du fleuve Brazos fut fondée en 1834 par Sterling C. Robertson (en) qui la nomma d'après les noms de sa mère Mme Sarah (née Maclin) Robertson et d'Agustín Viesca (en), le gouverneur mexicain de l’État de Coahuila y Texas. La ville fut temporairement désertée, en 1836, lors du Runaway Scrape (en) consécutif à l'invasion mexicaine puis définitivement abandonnée peu de temps plus tard en raison de raids amérindiens. Fort Milam fut par la suite édifié sur l'ancienne ville, sur la rive ouest du fleuve Brazos, mais fut abandonné quelques années plus tard au profit de la ville de Bucksnort, qui occupait quant à elle la rive est. Bucksnort disparut à son tour au moment où la ville voisine de Marlin fut fondée. La région est désormais un parc et il ne reste rien des 3 villes qui existèrent autrefois autour des chutes d'eau. Un marqueur historique situé là où la Farm to Market Road 712 (en) traverse le Brazos, au sud de Marlin, indique l'emplacement approximatif des villes fantômes.